# عيساوي فريج
عيساوي فريج (بالعبرية: עיסווי פריג'‏) (بالعبرية: עיסאווי פריג'؛ ولد 14 ديسمبر 1963) وزير التعاون الاقليمي الإسرائيلي منذ ١٣ حزيران ٢٠٢١. سياسي من عرب إسرائيل، وهو عضو كنيست سابق عن حزب ميرتس.